# カルメン対決
カルメン対決（カルメンたいけつ　Battle of the Carmens）は、1988年カルガリーオリンピックのフィギュアスケート競技で行われた女子シングルでの、東ドイツのカタリナ・ヴィットとアメリカのデビ・トーマスの対決を表現したもの。
「カルメン対決」という名称は、ヴィット、トーマスともに自主的にフリープログラムにビゼーの『カルメン』を選曲したことに由来する。さらに両者とも過去2年の1986年、1987年の世界選手権で接戦を繰り広げたため、1988年カルガリーオリンピックで金メダルをかけて対決して一騎討ちになると期待されていた。
カルメン対決はもうひとつの対決「ブライアン対決」と違って、ヴィットとトーマスで1位、2位の結末ではなかった。

## ショートプログラム終了時点
| 女子シングル | 規定（順位点） | SP（順位点） | 総合（順位点） |
| ------------ | -------------- | ------------ | -------------- |
| トーマス     | 2(1.2)         | 2(0.8)       | 1(2.0)         |
| ヴィット     | 3(1.8)         | 1(0.4)       | 2(2.2)         |

コンパルソリーとショートプログラム終了時点で順位点で2.0と2.2と激しく競って、総合順位の50%にあたるフリープログラムに臨むところであった。
- ヴィットは3トゥループが2回、3サルコウが2回で十分なクリーンなスケーティングであったが、フリーはマンリーと伊藤よりも簡単なプログラムであった。
- トーマスは3トゥループ+3トゥループの難しいコンビネーションを狙ったが2つ目が2回転で両足着氷、1回目の3サルコウは綺麗に降りたが3ループでステップアウト、2回目の3サルコウで手をついて全体に精彩を欠きフリーは4位、最終順位はカナダのマンリーに逆転されて銅メダルに終わる。
- カナダのマンリーは3ルッツ、3ループ、3サルコウ、3トゥループを全て完璧に決めて他の要素でもミスが無く、フリーは1位。
- 日本の伊藤みどりは3ルッツ、3フリップ、2アクセル+3サルコウ、3ループ、3トゥループ+3トゥループのコンビネーション、3サルコウのジャンプを全て完璧に決めて他の要素でもミスが無く、フリーでは3位。
- マンリー、伊藤ともにヴィット、トーマスよりも難度の高い演技構成だった。
- 熱狂的なスタンディングオベーションがおこったのはマンリーと伊藤の2人だけであった。

## 最終順位と各ジャッジが出した順位の詳細
| 順位 | 名前                 | 国籍           | 規定 | ショート | フリー | 総合 |
| ---- | -------------------- | -------------- | ---- | -------- | ------ | ---- |
| 1    | カタリナ・ヴィット   | 東ドイツ       | 3    | 1        | 2      | 4.2  |
| 2    | エリザベス・マンリー | カナダ         | 4    | 3        | 1      | 4.6  |
| 3    | デビ・トーマス       | アメリカ合衆国 | 2    | 2        | 4      | 6.0  |
| 4    | ジル・トレナリー     | アメリカ合衆国 | 5    | 6        | 5      | 10.4 |
| 5    | 伊藤みどり           | 日本           | 10   | 4        | 3      | 10.6 |

フリープログラムのジャッジの出した順位の詳細
| 順位 | 名前                 | 規定 | SP | スイスの旗 | アメリカ合衆国の旗 | イギリスの旗 | 日本の旗 | 東ドイツの旗 | ドイツの旗 | ソビエト連邦の旗 | カナダの旗 | チェコの旗 | 順位点合計 |
| ---- | -------------------- | ---- | -- | ---------- | ------------------ | ------------ | -------- | ------------ | ---------- | ---------------- | ---------- | ---------- | ---------- |
| 1    | カタリナ・ヴィット   | 3    | 1  | 2          | 2                  | 3            | 3        | 1            | 3          | 1                | 2          | 2          | 4.2        |
| 2    | エリザベス・マンリー | 4    | 3  | 1          | 1                  | 1            | 1        | 2            | 1          | 2                | 1          | 1          | 4.6        |
| 3    | デビ・トーマス       | 2    | 2  | 5          | 4                  | 5            | 4        | 5            | 4          | 4                | 4          | 5          | 6.0        |
| 4    | ジル・トレナリー     | 5    | 6  | 4          | 5                  | 4            | 5        | 4            | 5          | 5                | 5          | 4          | 10.4       |
| 5    | 伊藤みどり           | 10   | 4  | 3          | 3                  | 2            | 2        | 3            | 2          | 3                | 3          | 3          | 10.6       |

ヴィットは最終順位は1位であったが、フリープログラム単独では
- 9人のジャッジのうち7人がマンリーを1位につけ、7人のうち4人がヴィットを2位に、3人がヴィットを3位をつけている。
- 9人のジャッジのうち3人が伊藤に2位をつけ、その3人のジャッジはヴィットを3位につけている。
- ヴィットを1位にしているのは東ドイツとソ連だけである。

トーマスは最終順位が3位であったが、フリープログラム単独では
- 9人のジャッジのジャッジのうち全員がマンリーと伊藤をトーマスより上につけている。
- 9人のジャッジのうち4人がトーマスに5位をつけ、その4人はジル・トレナリーに4位をつけている

フリーの直前までは激しく競っていたと思われたカルメン対決だったが、フリープログラムはマンリーが1位、ヴィットが2位、伊藤が3位、トーマスが4位で、ヴィットとトーマスでフリーを激しく競ったわけではなく真の意味での頂上対決、一騎討ちではなかった。